# Penn State Nittany Lions football
La squadra di football dei Penn State Nittany Lions rappresenta la Pennsylvania State University. I Nittany Lions competono nella Football Bowl Subdivision (FBS) della National Collegiate Athletics Association (NCAA) e nella Big Ten Conference. Nata nel 1887, la squadra ha vinto due titoli nazionali nel 1982 e 1986, si è qualificata per 44 volte per i bowl di fine stagione e tra le sue file ha avuto un vincitore dell'Heisman Trophy. Le gare interne vengono disputate al Beaver Stadium dal 1960.

## Titoli nazionali
| Anno                    | Allenatore  | Selettore      | Record | Bowl         |
| ----------------------- | ----------- | -------------- | ------ | ------------ |
| 1982                    | Joe Paterno | AP, Allenatori | 11–1   | Vinto Sugar  |
| 1986                    | Joe Paterno | AP, Allenatori | 12–0   | Vinto Fiesta |
| Totale titoli nazionali | 2           |                |        |              |

## Premi individuali

### Vincitori dell'Heisman Trophy
| Anno | Nome             | Ruolo |
| 1973 | John Cappelletti | RB    |

### Membri della College Football Hall of Fame
| Nome             | Ruolo            | Anno induzione |
| ---------------- | ---------------- | -------------- |
| Hugo Bezdek      | Coach            | 1954           |
| John Cappelletti | Halfback         | 1993           |
| Shane Conlan     | Linebacker       | 2014           |
| Keith Dorney     | Offensive tackle | 2005           |
| Rip Engle        | Coach            | 1973           |
| Jack Ham         | Linebacker       | 1990           |
| Dick Harlow      | Coach            | 1954           |
| Bob Higgins      | Coach            | 1954           |
| Glenn Killinger  | Quarterback      | 1971           |
| Ted Kwalick      | Tight end        | 1989           |
| Richie Lucas     | Quarterback      | 1986           |
| Pete Mauthe      | Fullback         | 1957           |
| Shorty Miller    | Quarterback      | 1974           |
| Lydell Mitchell  | Running back     | 2004           |
| Dennis Onkotz    | Linebacker       | 1995           |
| Joe Paterno      | Coach            | 2007           |
| Mike Reid        | Defensive tackle | 1987           |
| Glenn Ressler    | Centro           | 2001           |
| Dave Robinson    | End              | 1997           |
| Steve Suhey      | Guard            | 1985           |
| Dexter Very      | End              | 1976           |
| Curt Warner      | Halfback         | 2009           |
| Harry Wilson     | Halfback         | 1973           |